# Campeonato Europeo de Lucha de 1996
El XLVIII Campeonato Europeo de Lucha se celebró en el año 1996 en dos sedes distintas. Las competiciones de lucha grecorromana y las de lucha libre masculina en Budapest (Hungría) y las de lucha libre femenina en Oslo (Noruega). Fue organizado por la Federación Internacional de Luchas Asociadas (FILA) y las correspondientes federaciones nacionales de los países sedes respectivos.

## Resultados

### Lucha grecorromana masculina
| Evento | Oro                            | Plata                          | Bronce                          |
| ------ | ------------------------------ | ------------------------------ | ------------------------------- |
| 48 kg  | Zafar Guliyev · Rusia          | Ioannis Agatzanián · Grecia    | Francesco Costantino · Italia   |
| 52 kg  | Andri Kalashnykov · Ucrania    | Armen Nazarian Armenia         | Alfred Ter-Mkrtchyan · Alemania |
| 57 kg  | Şeref Eroğlu Turquía           | Marian Sandu · Rumania         | Rıfat Yıldız · Alemania         |
| 62 kg  | Serguei Martynov · Rusia       | Hrihori Kamyshenko · Ucrania   | Mjitar Manukian Armenia         |
| 68 kg  | Attila Repka · Hungría         | Alexandr Tretiakov · Rusia     | Ghani Yalouz Francia            |
| 74 kg  | Nazmi Avluca Turquía           | Vladimir Kopytov · Bielorrusia | Erik Hahn · Alemania            |
| 82 kg  | Hamza Yerlikaya Turquía        | Péter Farkas · Hungría         | Gocha Tsitsiashvili Israel      |
| 90 kg  | Gogui Koguashvili · Rusia      | Maik Bullmann · Alemania       | Viacheslav Olinyk · Ucrania     |
| 100 kg | Serguei Lishtvan · Bielorrusia | Igor Grabovetski Moldavia      | Andrzej Wroński · Polonia       |
| 130 kg | Alexandr Karelin · Rusia       | Petro Kotok · Ucrania          | Serghei Mureico Moldavia        |

### Lucha libre masculina
| Evento | Oro                           | Plata                        | Bronce                               |
| ------ | ----------------------------- | ---------------------------- | ------------------------------------ |
| 48 kg  | Viktor Yefteni · Ucrania      | Armen Mkrtchian Armenia      | Vugar Orudzhov · Rusia               |
| 52 kg  | Vladimir Toguzov · Ucrania    | Ivan Tsonov Bulgaria         | Namiq Abdullayev Azerbaiyán          |
| 57 kg  | Serafim Barzakov Bulgaria     | Harun Doğan Turquía          | Arif Abdullayev Azerbaiyán           |
| 62 kg  | Magomed Azizov · Rusia        | Giovanni Schillaci · Italia  | Siarhei Smal · Bielorrusia           |
| 68 kg  | Vadim Boguiyev · Rusia        | Arayik Guevorguian Armenia   | Zaza Zazirov · Ucrania               |
| 74 kg  | Buvaisar Saitiyev · Rusia     | Radion Kertanti · Eslovaquia | Valeri Verjushin Macedonia del Norte |
| 82 kg  | Məhəmməd İbrahimov Azerbaiyán | László Dvorák · Hungría      | Jadzhimurad Magomedov · Rusia        |
| 90 kg  | Eldar Kurtanidze Georgia      | Heiko Balz · Alemania        | Saguid Murtazaliyev · Ucrania        |
| 100 kg | Marek Garmulewicz · Polonia   | Milan Mazáč · Eslovaquia     | David Musulbes · Rusia               |
| 130 kg | Mahmut Demir Turquía          | Sven Thiele · Alemania       | Merab Valiyev · Ucrania              |

### Lucha libre femenina
| Evento | Oro                                | Plata                         | Bronce                        |
| ------ | ---------------------------------- | ----------------------------- | ----------------------------- |
| 44 kg  | Svetlana Kolatirina · Rusia        | Almuth Leitgeb · Austria      | Yuliya Voitova · Ucrania      |
| 47 kg  | Angélique Berthenet Francia        | Olga Kosmak · Rusia           | Mette Barlie · Noruega        |
| 50 kg  | Yelena Yegoshina · Rusia           | Tanja Sauter · Alemania       | Joanna Urbańska · Polonia     |
| 53 kg  | Anna Gomis Francia                 | Angela Lattanzio · Italia     | Olga Smirnova · Rusia         |
| 57 kg  | Sara Eriksson · Suecia             | Lene Aanes · Noruega          | Natalia Ivanova · Rusia       |
| 61 kg  | Nikola Hartmann-Dünser · Austria   | Anna Udycz · Polonia          | Elmira Məhəmmədova Azerbaiyán |
| 65 kg  | Małgorzata Bassa-Roguska · Polonia | Elmira Kurbanova · Rusia      | Sandra Gronert · Alemania     |
| 70 kg  | Nina Englich · Alemania            | Yevgueniya Osipenko · Rusia   | Lise Legrand Francia          |
| 75 kg  | Vanessa Civit Francia              | Tetiana Komarnytska · Ucrania | Monika Kowalska · Polonia     |

## Medallero
| Núm. | País                | Oro | Plata | Bronce | Total |
| ---- | ------------------- | --- | ----- | ------ | ----- |
| 1    | Rusia               | 9   | 4     | 5      | 18    |
| 2    | Turquía             | 4   | 1     | 0      | 5     |
| 3    | Ucrania             | 3   | 3     | 5      | 11    |
| 4    | Francia             | 3   | 0     | 2      | 5     |
| 5    | Polonia             | 2   | 1     | 3      | 6     |
| 6    | Alemania            | 1   | 4     | 4      | 9     |
| 7    | Hungría             | 1   | 2     | 0      | 3     |
| 8    | Bielorrusia         | 1   | 1     | 1      | 3     |
| 9    | Austria             | 1   | 1     | 0      | 2     |
| 9    | Bulgaria            | 1   | 1     | 0      | 2     |
| 11   | Azerbaiyán          | 1   | 0     | 3      | 4     |
| 12   | Georgia             | 1   | 0     | 0      | 1     |
| 12   | Suecia              | 1   | 0     | 0      | 1     |
| 14   | Armenia             | 0   | 3     | 1      | 4     |
| 15   | Italia              | 0   | 2     | 1      | 3     |
| 16   | Eslovaquia          | 0   | 2     | 0      | 2     |
| 17   | Moldavia            | 0   | 1     | 1      | 2     |
| 17   | Noruega             | 0   | 1     | 1      | 2     |
| 19   | Grecia              | 0   | 1     | 0      | 1     |
| 19   | Rumania             | 0   | 1     | 0      | 1     |
| 20   | Israel              | 0   | 0     | 1      | 1     |
| 20   | Macedonia del Norte | 0   | 0     | 1      | 1     |
|      | TOTAL               | 29  | 29    | 29     | 87    |